# 商业调频电视台
商业调频电视台（法語發音：[beɛfɛm teve]；BFM为Business FM的缩写），是法國一个24小时滚动新闻和天气频道，它通過数字电视、有线电视和卫星电视在全球范围内播放。 BFM TV由NextRadioTV集团于2004年12月14日推出，2005年11月28日正式开播。 